# Бухарская экспедиция (1841—1842)
Бухарская экспедиция 1841―1842 годов ― научная экспедиция Российской империи под руководством К. Ф. Бутенева была организована по просьбе эмира Бухары Насруллы.
В экспедиции приняли участие видные учёные, в том числе М. Богословского, В. Лемана и др.
Пройдя вверх по реке Заравшан, экспедиция открыла несколько месторождений полезных ископаемых.
Участники экспедиции издали много весьма ценных естественно-исторических и географических работ о Бухарском эмирате. Одним из главных достижений экспедиции стала подробная карта Бухарского эмирата. О масштабах научных результатов экспедиции говорит то, что коллекция насекомых, собранная в основном, в долине Зеравшана, включала в себя свыше тысячи видов. На полную обработку ботанической коллекции Лемана Российской академии наук потребовалось восемь лет.
Особенно выделяется труд «Описание Бухарского ханства» Н. В. Ханыкова, переведенное на французский, немецкий и английский языки.
К. Ф. Бутеневу не удалось спасти британских дипломатов Чарльза Стоддарта и Артура Конолли, которые были казнены по приказу эмира Насруллы в 1842 году, вскоре после отъезда экспедиции в Россию.